# Goryphus contractus
Goryphus contractus là một loài tò vò trong họ Ichneumonidae.